# Wakea madinika
Pour l’article homonyme, voir Wākea.
Genre
Espèce
Synonymes
- Mantidactylus madinika Vences, Andreone, Glaw & Mattioli, 2002

Statut de conservation UICN

 DD  : Données insuffisantes
Wakea madinika, unique représentant du genre Wakea, est une espèce d'amphibiens de la famille des Mantellidae. 

## Répartition
Cette espèce est endémique de Madagascar. Elle se rencontre à environ 100 m d'altitude dans le nord-ouest de l'île,.

## Description
Les 6 spécimens mâles adultes observés lors de la description originale mesurent entre 11,3 mm et 12,5 mm de longueur standard et les 3 spécimens femelles adultes observés lors de la description originale mesurent entre 14,7 mm et 15,6 mm de longueur standard.

## Étymologie
Le genre est nommé en l'honneur de Marvalee H. Wake et de David Burton Wake. Son nom d'espèce, du malgache madinika, « petit », lui a été donné en référence à sa taille.

## Publications originales
- Glaw & Vences, 2006 : Phylogeny and genus-level classification of mantellid frogs (Amphibia, Anura). Organisms, Diversity & Evolution, vol. 6, p. 236-253 (texte intégral).
- Vences, Andreone, Glaw & Mattioli, 2002 : New dwarf species of Mantidactylus from northwestern Madagascar (Anura: Mantellidae). Copeia, vol. 2002, p. 1057-1062 (texte intégral).